# تشيترا ديوي
تشيترا ديوي (بالإندونيسية: Chitra Dewi)‏ هي ممثلة إندونيسية، ولدت في 26 يناير 1934 في سيربون في إندونيسيا، وتوفيت في 28 أكتوبر 2008 في تانقيرانغ في إندونيسيا.

## وصلات خارجية
- تشيترا ديوي على موقع IMDb (الإنجليزية)
- تشيترا ديوي على موقع قاعدة بيانات الفيلم (الإنجليزية)